# Konzert für Buchenwald

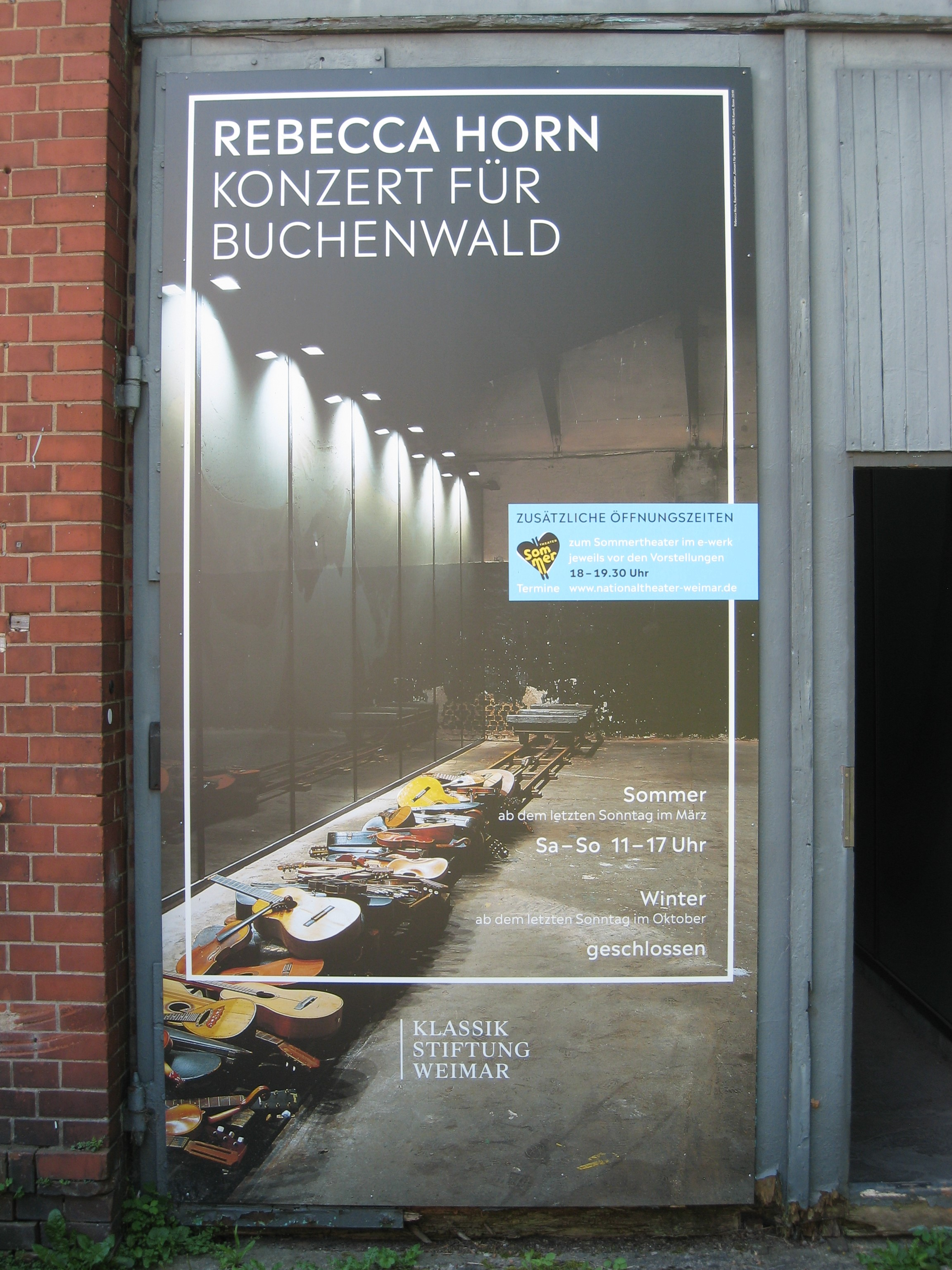
Glastür zu Konzert für Buchenwald im E-Werk

Konzert für Buchenwald ist im ehemaligen E-Werk in Weimar und dem dortigen historischen stillgelegten Depot der Straßenbahn Weimar eine von Rebecca Horn realisierte Rauminstallation, die im Rahmen des Kulturstadtjahres 1999 entstand. Die international beachtete Installation gilt als eine der wichtigsten Arbeiten in der zeitgenössischen Kunst zum Thema Holocaust in Deutschland. 

## Beschreibung
In einer Pressemitteilung der Klassikstiftung Weimar vom 5. November 2018 stellt sich die Rauminstallation so dar, dass sich auf einem kurzen Schienenstrang sich alte, gebrauchte Musikinstrumente samt den dazugehörigen Lederkoffern stapeln. Es sind hauptsächlich Gitarren und Geigen mit Geigenbögen, aber auch weitere Saiteninstrumente wie Mandolinen darunter.

„Die Inszenierung dieses stillen Konzerts wurde speziell für den etwa 150 m² großen, fensterlosen Raum des ehemaligen Straßenbahndepots konzipiert und ist somit mit dem Raum untrennbar verbunden. Durch ihren Bezug zu Buchenwald ist auch der Standtort Weimar für die Installation von zentraler Bedeutung. Die Installation wurde 2002 für die Klassik Stiftung Weimar mit großzügiger Unterstützung der Kulturstiftung des Bundes und des Deutschen Sparkassen- und Giroverbandes mit seinem Sparkassen-Kulturfonds sowie der Sparkassen-Kulturstiftung Hessen-Thüringen, der Landesbank Hessen-Thüringen, der SV Sparkassen-Versicherung und der Sparkasse Mittelthüringen angekauft.“

Vor dem Ankauf der Stücke war zumindest ein Teil auf Schloss Ettersburg ausgestellt.
Rebecca Horns Konzert für Buchenwald ist ein stummes Konzert, das bedrückend vom Grauen in Buchenwald erzählt. Es ist zugleich ein wichtiger Beitrag für das Gedächtnis dieses Ortes. Es ist ein stummes Konzert, weil die Instrumente nicht zum Klingen kommen, da sie niemand zum Klingen bringen kann, da niemand da ist, dem sie gehörten. Dieses Projekt wurde über die Klassikstiftung Weimar realisiert. Diese ist zugleich auch ihre Trägerinstitution. Die Musikinstrumente und die leeren dazugehörigen Lederkoffer stehen symbolisch für die damit verbundenen Einzelschicksale. Die Instrumente sind nicht zu hören zumal sie zustandsbedingt unbrauchbar sind. Auch ihre Zerstörung ist symbolisch zu verstehen. Sie sind zusammengepfercht auf den Schienen abgelegt. Zu hören ist allerdings die sich auf den Schienen befindliche Lore, die gegen die Wand fährt und wieder zurück um vor dem Instrumentenhaufen zu halten. Rebecca Horn schreibt, dass der Zug im Rhythmus des Herzschlages gegen die Wand fährt.
Seit 2019 gehört die Installation zum „Quartier Weimarer Moderne“, dass im Zusammenhang mit dem Bauhaus-Jahr 2019 geschaffen wurde.
In der Kulturgeschichte Weimars von Annette Seemann wurde die Installation, die einen bedeutsamen Bestandteil zur Rezeption des Holocausts darstellt, nicht berücksichtigt.